# Autorenexemplar
Unter einem Autorenexemplar versteht man ein Belegexemplar oder/und ein Freiexemplar für den Autor eines Buchs bzw. Werks – darüber hinaus kann darunter auch ein vom Autor beim Verlag mit Rabatt erworbenes Exemplar eines eigenen Werkes verstanden werden. Unter anderem bei Antiquaren  meint es jedoch vor allem Buchexemplare, die nachweislich im Besitz ihres Autors waren und von diesen ggf. auch mit Anstreichungen und Anmerkungen versehen worden sind.
Oft werden Autorenexemplare zum Anlegen eines Privatarchives verwendet, verschenkt oder u. a. bei Lesungen daraus auch verkauft.
Bei Sammelwerken ist meist zwischen dazu beitragenden Autoren und deren Herausgeber zu unterscheiden. Für die am Sammelwerk beitragenden Autoren werden zuweilen auch nur Sonderdrucke eines Beitrags hergestellt und an sie weitergereicht, aber i. d. R. erhalten Beiträger wie die Herausgeber für ein Sammelwerk zumindest ein Freiexemplar zur eigenen Verfügung.

## Situation in Deutschland
Die Anzahl der vom Verleger geschuldeten Freiexemplare ist gesetzlich festgelegt, kann aber abweichend vertraglich vereinbart werden. Nach § 25 Abs. 1 Verlagsgesetz (VerlG) hat der Verleger ein Freiexemplar auf hundert Druckexemplare zu liefern, jedoch  mindestens fünf und höchstens fünfzehn. In der Vertragspraxis wird meist eine feste Anzahl vereinbart.